# Vigolo Baselga
Vigolo Baselga è una frazione del comune di Trento. Al censimento del 2011 contava 263 abitanti.
Assieme a Baselga del Bondone, Cadine, Candriai, Norge, Sopramonte e Vason forma la circoscrizione amministrativa numero 3 di Bondone di Trento.

## Geografia fisica
Il paese, di piccole dimensioni, gode di una buona vista sulla Valle dei Laghi, ed è in vista del paese di Terlago e dell'omonimo lago.

## Storia
Fu comune autonomo fino al 1968; dal 1928 al 1947 fu aggregato al comune di Terlago ed infine al comune di Trento.

## Monumenti e luoghi d'interesse
- Chiesa di San Leonardo